# Bordenii Mari
Bordenii Mari – wieś w Rumunii, w okręgu Prahova, w gminie Scorțeni. W 2011 roku liczyła 1390 mieszkańców.